# Dècada del 1190 aC
Entre 1200 aC i 1190 aC, el Mediterrani oriental es veié sotmès a les invasions dels pobles de la mar.

## Esdeveniments
- 1197 aC Inici del primer període (1197 aC - 982 aC) segons el concepte de Shao Yong del Yijing i la història.
- 1194 aC- Començament de la llegendària Guerra de Troia.
- 1192 aC - Wu Ding rei de la dinastia Shang mor.
- 1191 aC - Menesteu, llegendari rei d'Atenes, mor durant la Guerra de Troia després d'un regnat de 23 anys i és succeït pel seu nebot Demofont, fill de Teseu. Altres relats situen la seva mort una dècada més tard, poc després de la Guerra de Troia (vegeu 1180 aC).

## Personatges destacats
- Amenmesse, faraó de la Dinastia XIX d'Egipte (1202 aC -1199 aC)